# 62 (број)
62 је број, нумерал и име глифа који представља тај број. 62 је природан број који се јавља после броја 61, а претходи броју 63.

## У науци
62 је:
- сложен број са дјелиоцима 2 и 31, што га чини осамнаестим дискретним полупростим бројем.
- једини број чији куб у декадном систему (238328) садржи 3 цифре од којих се свака појављује 2 пута.[1]
- атомски број самаријума.

## Остало
62 је:
- код за међународне директне позиве према Индонезији.